# Alexandra von Sachsen-Altenburg

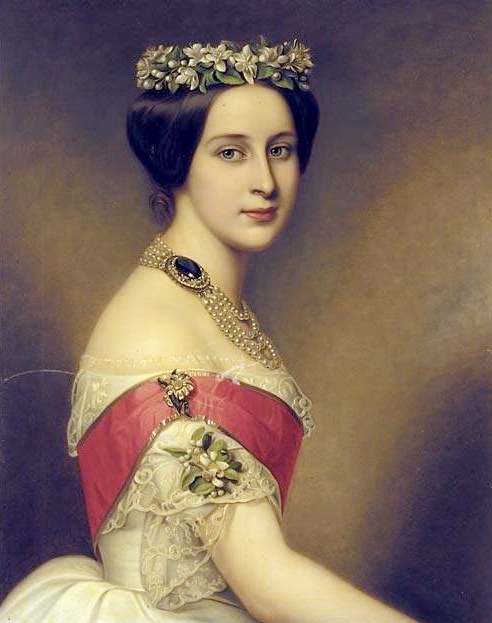
Alexandra von Sachsen-Altenburg, russische Großfürstin, Gemälde von Joseph Karl Stieler

Alexandra Friederike Henriette Pauline Marianne Elisabeth von Sachsen-Altenburg (* 8. Juli 1830 in Altenburg; † 23. Junijul. / 6. Juli 1911greg. in Sankt Petersburg) war eine Prinzessin von Sachsen-Altenburg und nach Heirat unter dem Namen Alexandra Iossifowna (russisch Александра Иосифовна) russische Großfürstin.

## Leben
Alexandra war die jüngste der vier überlebenden Töchter des Herzogs Joseph von Sachsen-Altenburg (1789–1868) aus dessen Ehe mit Amalie (1799–1848), Tochter des Herzogs Ludwig von Württemberg. Damit gehörte sie dem Haus Sachsen-Altenburg an. Gemeinsam mit ihren Schwestern Marie, Therese und Elisabeth wurde sie durch Carl Ludwig Nietzsche ausgebildet. Mit seinem Sohn Friedrich Nietzsche stand Alexandra in Verbindung und traf ihn 1869 auf einer Reise in die Schweiz in Basel.

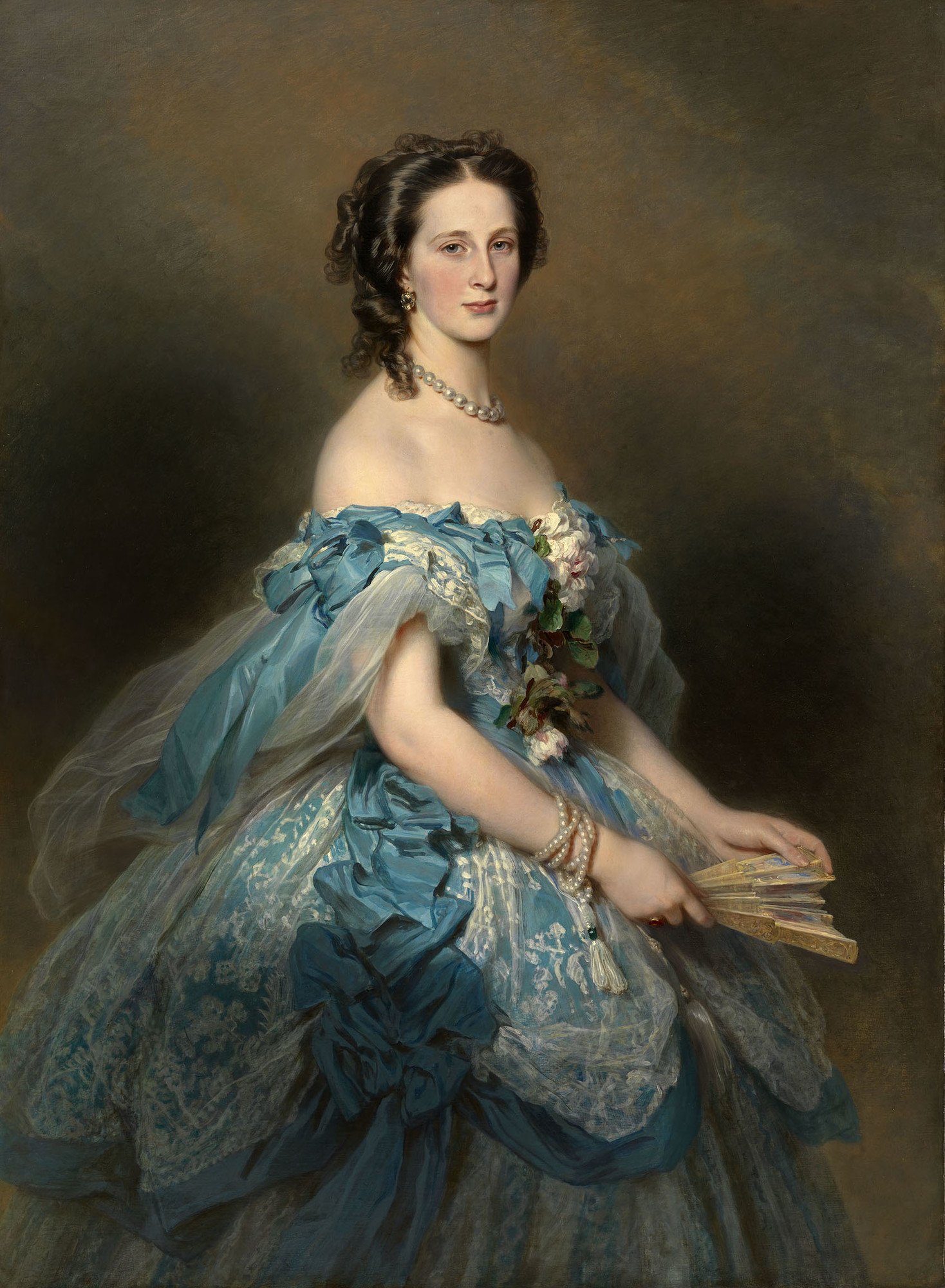
Großfürstin Alexandra Iossifowna, Gemälde von Franz Xaver Winterhalter

Nach einem Besuch bei seiner Schwester Olga in Stuttgart lernte Großfürst Konstantin (1827–1892) in Altenburg die 14-jährige Alexandra kennen. Diese hatte bei einem Kuraufenthalt der Familie in Bad Kissingen 1844 durch ihr angenehmes Äußeres und ihren lebhaften Geist die Aufmerksamkeit der russischen Zarenfamilie auf sich gezogen.
Konstantin war begierig darauf Alexandra zu heiraten und schrieb seinen Eltern: „Diese oder keine“. Alexandra kam 1847 in Russland an und heiratete den Großfürsten am 30. Augustjul. / 11. September 1848greg. in St. Petersburg. Sie trat unter dem Namen Alexandra Iossifowna zur russisch-orthodoxen Kirche über.

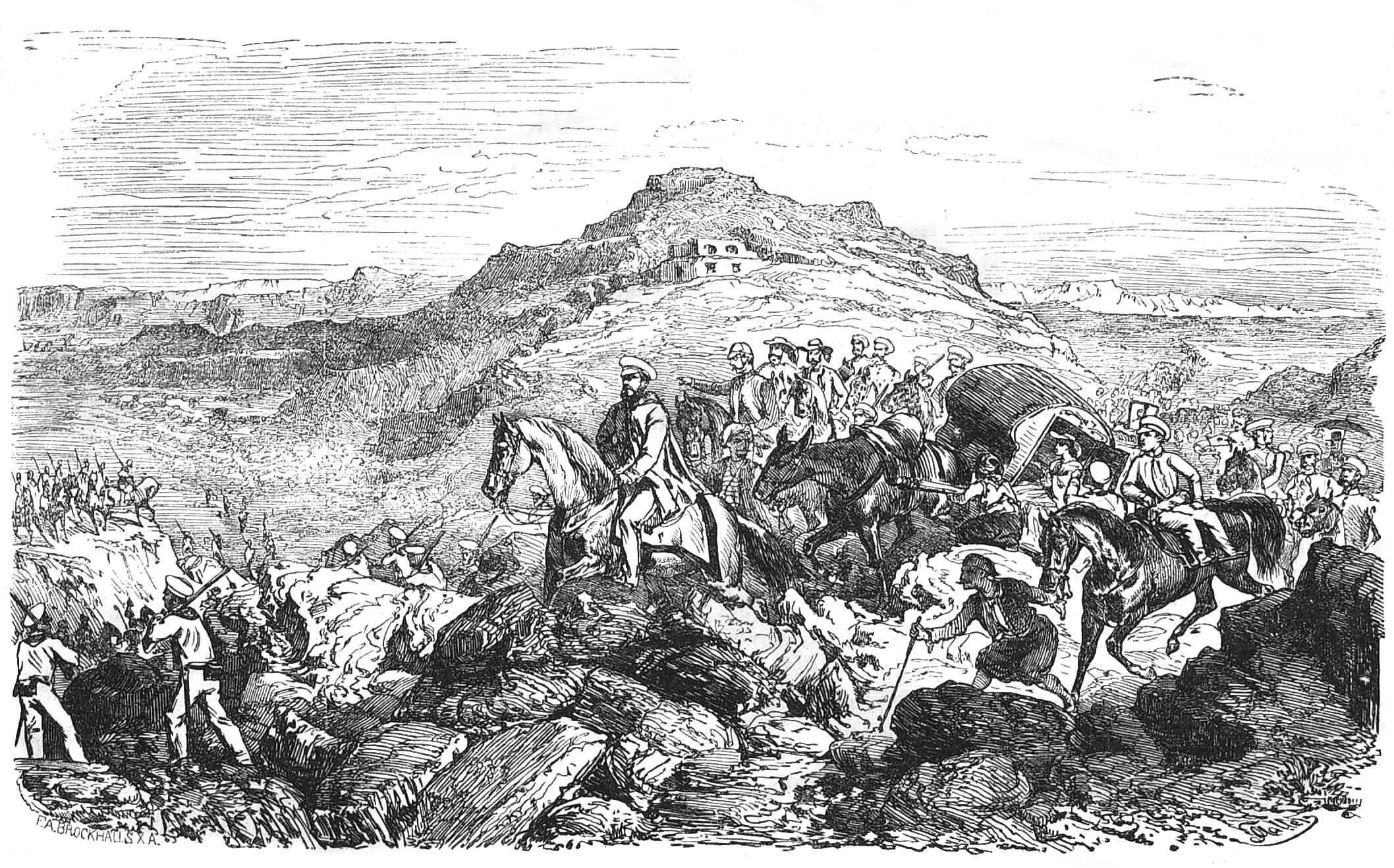
Alexandra, in einer Sänfte, mit Konstantin und beider Sohn Nikolai sowie Gefolge auf Pilgerfahrt im Judäischen Bergland auf dem Weg nach Jerusalem, Mai 1859

Am Hof war sie später unter dem Namen „Tante Sanny“ bekannt. Sie unterstützte und bedrängte ihren Mann in seiner Reformtätigkeit, die sich in der Aufhebung der Leibeigenschaft und der Verfassung ihres Schwagers Alexanders II. widerspiegelte. Alexandra galt als eine der schönsten und imposantesten Frauen am Petersburger Hof. Sie war eine enge Freundin der Zarin Marija Alexandrowna und verkündete, nachdem sich Zar Alexander II. der Fürstin Dolgorukowa zugewandt hatte: „Das wird unser aller Los sein: Verlassen, einsam werden auch wir sterben, während unsere Männer bei anderen Frauen Zerstreuung suchen. Arme Kaiserin!“.
Alexandra war eine begabte Musikerin und komponierte Märsche. Johann Strauss widmete ihr den Großfürstin Alexandra-Walzer op. 181 und die Strelna-Terrassen-Quadrille op. 185.
Als sich ihr Mann der Ballerina Anna Wassiljewna Kuznezowa (1847–1922) zuwandte, blieb sie ihm trotzdem verbunden, kondolierte ihm auch bei dem frühen Tod zweier Kinder Konstantins mit der Geliebten. Im Jahr 1870 versuchte ihr ältester Sohn, gemeinsam mit seiner amerikanischen Geliebten, ihre Diamanten zu stehlen, die ihr Zar Nikolaus I. geschenkt hatte. Er wurde verbannt und als nicht zurechnungsfähig erklärt. 1879 starb ihr jüngster Sohn an Tuberkulose.
Nach dem Tod ihres Mannes war sie unter anderem Erbin des Konstantinpalasts in Strelna. Im Alter schwer erkrankt und fast erblindet, lebte sie zurückgezogen teils im St. Petersburger Marmorpalast, teils in Wiesbaden. Alexandra ist an der Seite ihres Mannes in der Peter-Pauls-Kathedrale bestattet.

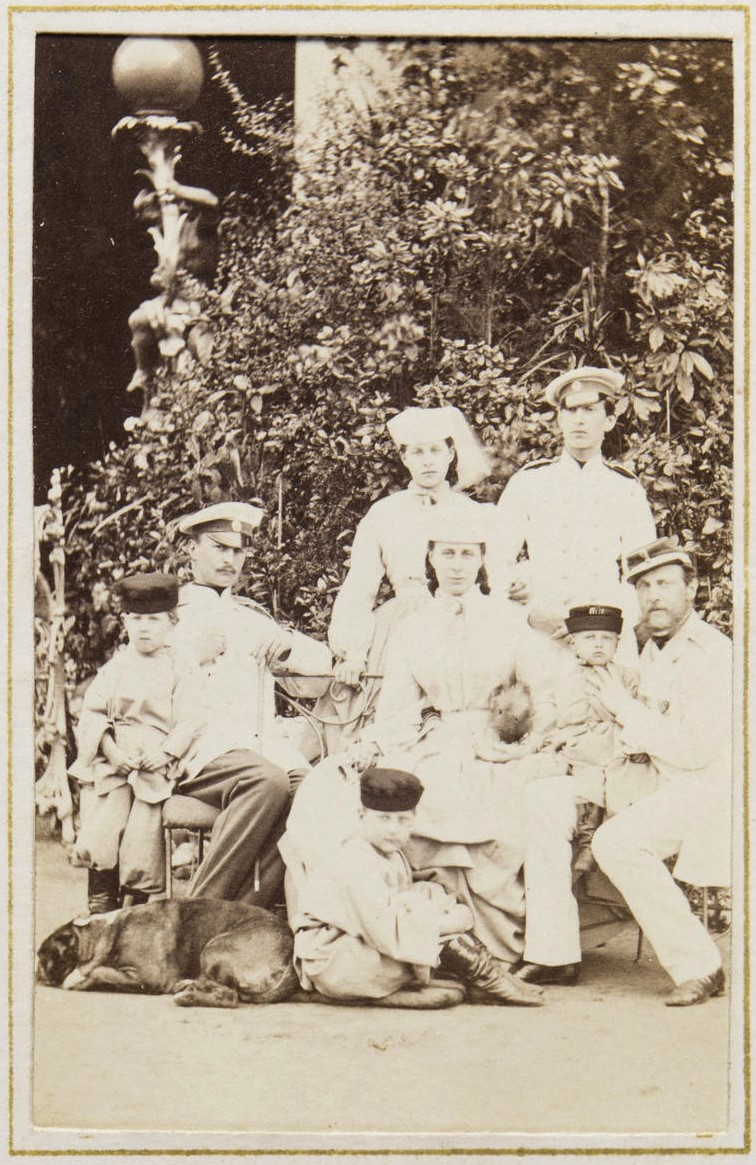
Alexandra im Kreis ihrer Familie

## Nachkommen
Sie hatte mit Konstantin folgende Kinder:
- Nikolai (1850–1918)

⚭ 1882 Nadjeshda Dreier (1861–1929)
- Olga (1851–1926)

⚭ 1867 König Georg I. der Hellenen (1845–1913)
- Vera (1854–1912)

⚭ 1874 Herzog Wilhelm Eugen von Württemberg (1846–1877)
- Konstantin (1858–1915)

⚭ 1884 Prinzessin Elisabeth von Sachsen-Altenburg (1865–1927)
- Dimitri (1860–1919)
- Wiatscheslaw (1862–1879)

## Archivinformationen
Alexandras Briefe an ihre Tochter, Königin Olga von Griechenland, zwischen 1867 und 1877 werden in der Sammlung „Aleksandra Iosifovna letters to Queen Olga of Greece“ in den Hoover Institution Archives (Stanford, Kalifornien, USA) aufbewahrt.